# Spilosmylus ceyloniensis
Spilosmylus ceyloniensis is een insect uit de familie watergaasvliegen (Osmylidae), die tot de orde netvleugeligen (Neuroptera) behoort. 
Spilosmylus ceyloniensis is voor het eerst wetenschappelijk beschreven door Esben-Petersen in 1927. De soort komt voor in Sri Lanka.